# Konstantín Lopushanski
Konstantín Serguéievich Lopushanski (Константин Сергеевич Лопушанский) es un director de cine ucraniano nacido el 12 de junio de 1947 en la ciudad de Dnipró. Fue discípulo de Andréi Tarkovski, colaborando con él en diversas producciones, llegando a ser el asistente de producción de la película Stalker, considerada como una de las obras maestras del director ruso.
Entre sus películas destaca su tercer trabajo como director (1986) titulado Cartas de un hombre muerto (Письма мёртвого человека; Pisma miórtvogo cheloveka) que describe un paisaje post holocausto nuclear desde la perspectiva de un científico desilusionado.